# Estación de Amurrio
Amurrio es una estación ferroviaria situada en el municipio español de Amurrio en la provincia de Álava, comunidad autónoma del País Vasco. Forma parte de la línea C-3 de Cercanías Bilbao operada por Renfe.

## Situación ferroviaria
La estación se encuentra en el punto kilométrico 215,6 de la línea férrea de Castejón a Bilbao por Logroño y Miranda de Ebro a 222 metros de altitud.

## Historia
La estación fue inaugurada el 1 de marzo de 1863 con la apertura del tramo Bilbao-Orduña de la línea férrea que pretendía unir Castejón con Bilbao. Las obras corrieron a cargo de la Compañía del Ferrocarril de Tudela a Bilbao creada en 1857. En 1865 la compañía se declaró en suspensión de pagos por no poder superar las dificultades económicas derivadas de la inversión realizada en la construcción de la línea y fue intervenida por el Banco de Bilbao.  En 1878, fue absorbida por Norte que mantuvo la titularidad de la estación hasta la nacionalización del ferrocarril en España en 1941 y la creación de RENFE.
Desde el 31 de diciembre de 2004 Renfe explota la línea mientras que Adif es la titular de las instalaciones ferroviarias.

## La estación
Se sitúa al este del municipio. El edificio de viajeros es una clara muestra de la arquitectura local. Es de base rectangular, de dos alturas, en piedra y está recubierto por un amplio tejado en pico de dos vertientes. Sus dos fachadas están adornadas con el escudo de armas del municipio y con arcos elípticos que sirven de acceso al recinto. Dispone de dos andenes, uno lateral y otro central centrales y de cinco vías.

## Servicios ferroviarios

### Cercanías
Los trenes de la línea C-3 de la red de Cercanías Bilbao que opera Renfe tienen parada en la estación. Entre semana la frecuencia media es de un tren cada veinte-treinta minutos, elevándose los fines de semana a una media de un tren cada treinta-sesenta minutos. El trayecto Amurrio - Bilbao Abando se cumple entre 33 y 40 minutos siendo el tiempo más bajo el que realizan los trenes CIVIS al no realizar todas las paradas de la línea.
| procedencia/destino | < estación        | Línea | estación > | destino/procedencia |
| ------------------- | ----------------- | ----- | ---------- | ------------------- |
| Bilbao Abando       | Amurrio-Iparralde |       | Iñarrachu  | Orduña              |